# Много лет спустя
«Много лет спустя» (англ. After Many Years) — немой американский короткометражный художественный фильм Дэвида Гриффита 1908 года.

## Сюжет
Главный герой Энох Арден попадает на необитаемый остров. Он очень страдает от разлуки со своей невестой Анни Ли.

## Художественные особенности
В этом произведении впервые полностью проявились особенности стиля Гриффита. Погоня уже не играла никакой роли в этом фильме, но режиссёр сохранил метод, применявшийся при погонях, — монтажное противопоставление коротких сцен, одновременно происходящих в различных местах. Связью между этими сценами служили не перемещения героя в пространстве и не их последовательность во времени, но общность мысли, драматического действия. Так, мы видели поочередно Эноха Ардена на необитаемом острове и его невесту Анни Ли, которая его ждала. Быстрая смена крупных планов подчеркивала тоску и нетерпение разлученных любящих сердец.
— Жорж Садуль
По мнению киноведа Зигфрида Кракауэра этот фильм имел важное значение для развитие кинематографа: «Часто кажущееся новым — фактически лишь вариант старого. Все выразительные крупные планы ведут своё начало от фильма „Много лет спустя“ (1908), где Д.-У. Гриффит впервые использовал их для драматического эффекта». На новаторские черты ленты обращал внимание и историк кино Льюис Джэкобс: «Пойдя ещё дальше, чем он решался до этого, Гриффит смело использовал крупный план лица Энни Ли в той сцене, где она грустит, ожидая возвращения мужа... Гриффит припас и другой, ещё более ценный сюрприз. Вслед за крупным планом Энни Ли он вставил кадр, изображающий объект её мыслей,— мы видим её мужа, заброшенного на пустынный остров».

## В ролях
- Гари Солтер — Том Фостер
- Чарльз Горман
- Чарльз Инсли — Джон Дэвис
- Джорж Гебхарт
- Флоренс Лоуренс — Джон Дэвис
- Гладис Эган — дочь Девиса
- Линда Арвидсон
- Эдвард Диллон
- Джордж Гебхардт — моряк
- Артур Джонсон — член спасательной бригады
- Герберт Прайор
- Мак Сеннет — матрос, член спасательной бригады

## Интересные факты
- Сценарий фильма написан Фрэнком Вудом по поэме Альфреда Теннисона «Энох Арден».[1].